# Augur AV-1R
Der Heißluft-Luftschiff-Typ AV-1R des russischen Unternehmen RosAeroSystems, einer Tochterfirma von Augur Luftfahrtsysteme, entstand in Zusammenarbeit mit dem tschechischen Unternehmen Kubíček.
Wie alle Heißluft-Luftschiffe besteht sein Hauptaufgabengebiet in der Luftwerbung. Dazu befinden sich an beiden Seiten der Hülle Abspannpunkte für Werbe-Poster von einer Größe bis zu 17,5 × 5 m, die bei Nachtflügen auch von innen beleuchtet werden können. Es können auch Flugblätter abgeworfen oder Durchsagen über eine Lautsprecheranlage gemacht werden. Daneben kann das Schiff für Dokumentation und Forschung aus der Luft eingesetzt werden, wobei es in der Lage ist, auch sehr tief zu fahren. Die Gondel bietet Platz für 2 Personen.
Für Start und Landung wird eine Bodenmannschaft von 3 bis 6 Personen benötigt. Sie können senkrecht oder mit Anlauf erfolgen. Das Schiff kann bei Windgeschwindigkeiten bis zu 7,5 m/s (27 km/h) betrieben werden. Der Transport zum Einsatzort erfolgt zusammengepackt in einem Anhänger. Die Dauer einer Einzelfahrt beträgt etwa 1,5 bis 2 Stunden.

## Hülle
Die Hülle enthält die warme Luft, die dem Luftschiff ähnlich wie bei einem Heißluftballon den Auftrieb verleiht. Sie hat eine so genannte H3-Form und einen Streckungsfaktor von 2,76. Ihre theoretische Länge beträgt 34,5 m, der Durchmesser im Mittelteil 12,5 m. Ihr Volumen beträgt 2.782 Kubikmeter.
Die Hülle besteht aus beschichtetem Polyestergewebe- und bändern. Ihre zu erwartende Lebensdauer beträgt etwa 600 Flugstunden. In dieser Zeit tritt eine leichte Vergrößerung der Hülle durch die Streckung des Gewebes auf. Die Form der Hülle wird durch einen konstanten Überdruck im Inneren aufrechterhalten. Dazu leitet unter der Hülle eine Lufthutze ein Teil des Luftstroms vom Propeller direkt in die Hülle und in den unteren Stabilisator.
Das Leitwerk besteht aus Höhenstabilisator und Seitenruder, die ihre Form ebenfalls durch einen Überdruck im Inneren erhalten. Die Luft für die Höhenstabilisatoren stammt direkt aus der Hülle, während die Seitenruder über einen Abzweig aus dem Propellerstrom aufgeblasen werden.
Der Querschnitt der Hülle ist dreiteilig. Auf 2/3 der Länge der Hülle verlaufen oben zwei parallele Gurte, an denen die Gondel mit mehreren Seilen aufgehängt ist. Diese Seile laufen durch den Boden der Hülle zu vier Aufhängepunkten an der Gondel. Sie ist zusätzlich am verstärkten Boden der Hülle befestigt. Diese Verstärkung dient auch zum Schutz der Hülle gegen die Brenner-Flamme.
Für die Befüllung mit Kaltluft beim Aufbau steht an der linken Seite ein Gewebe-Rückschlagventil zur Verfügung. Beim Abbau kann die warme Luft durch zwei rip panels über den horizontalen Stabilisierungsflächen entweichen. Die Ventile, durch die überschüssige warme Luft im Betrieb entweichen kann, sind im vorderen Teil der Hülle angebracht.
Um das Schiff am Boden bewegen zu können, ist der vordere Teil der Hülle verstärkt und mit einem Metallring versehen, an dem die Landetaue befestigt werden.
Die Temperatur innerhalb der Hülle beträgt im Flug etwa: 60–100 °C. Sie kann maximal etwa 130 °C erreichen.

## Gondel
In die Gondel ist in einer ringförmigen Ummantelung ein Motor Rotax 503 UL-2V, 37 kW (50 PS), mit vierblättrigem Propeller eingebaut. Sie enthält ferner den Kraftstofftank, den Brenner, dessen Gasflaschen, einen Akku, die Fluginstrumente sowie die Kontroll- und Steuereinrichtungen.
Die beiden Sitze sind nebeneinander angeordnet, so dass beide Personen alle Kontrollen erreichen können. Im vorderen Bereich befindet sich eine oben transparente Luke, um den Brenner im Inneren der geschlossenen Hülle zu installieren und im Betrieb zu überwachen.
Die beiden Brennerblöcke vom Typ Kubicek H3 mit elektromagnetischer Zündung werden von zwei Elektroventilatoren, die ebenfalls oben vorn an der Gondel angeordnet sind, mit frischem Luftsauerstoff versorgt. Im Mittelteil hinter den Piloten haben zwei 40l-Flüssiggasflaschen mit normalem Propangas Platz, es können jedoch auch 60- oder 80-l-Flaschen eingebaut werden.
Die Seitenruder werden mit Seilzug betätigt und verformen die aufgeblasene Ruderstruktur.
Für die Manövrierbarkeit am Boden hat die Gondel ein dreirädriges Fahrwerk.

## Technische Daten
- Leergewicht: 460 kg
- max. Startgewicht: 750 kg
- Gesamthöhe: bis zu 14,6 m

- Minimale Geschwindigkeit: 0 km/h
- Reisegeschwindigkeit.: 20 km/h
- Höchstgeschwindigkeit: 30 km/h

- Normale Flughöhe bis zu 800 m
- Bodencrew: 3 – 6 Personen, je nach Wetterverhältnissen